# Sanctuaire Notre-Dame de Peyragude
Pour les articles homonymes, voir église Notre-Dame et Peyragudes.
Le sanctuaire Notre-Dame de Peyragude est un sanctuaire marial du diocèse d'Agen de l'Église catholique, ayant le statut de sanctuaire diocésain et d'église paroissiale, situé sur une colline surplombant les vallées du Lot et du Boudouyssou. Elle fait partie de la commune française de Penne-d'Agenais dans le département de Lot-et-Garonne et la région Nouvelle-Aquitaine.

## Historique
Dès l'an 1000, existait en ce lieu un oratoire consacré à une Vierge de l'Assomption.
L'église fut complètement détruite en 1562 par les protestants. Après la peste de 1653, un second sanctuaire fut construit sur le rocher pour honorer le vœu des échevins de Penne-d'Agenais. La statue de Notre-Dame fut épargnée de la destruction pendant la Révolution.
Au XIXe siècle, fut entreprise la construction d'un nouveau sanctuaire, d'après les plans de M. Bouillet, architecte à Marmande, dont l'archevêque de Bordeaux, Mgr Lecot posa la première pierre le 14 mai 1897. Cet édifice de style romano-byzantin qui domine la vallée du Lot ne fut achevé qu'en 1948 et consacré sous le titre de « Cœur immaculé de Marie refuge des pécheurs » le 11 septembre 1949 par l'évêque d'Agen Mgr Rodié,.
Les premiers curés furent : M. Richard, né à Trentels où il mourut en septembre 1900 (1892-1899), M. Esclosses, né dans le diocèse de Tarbes (1899-1921), M. Banquarel, né à Tournon en 1872 et décédé le 10 janvier 1945 (1921-1945).
D'importants pèlerinages à la Vierge se déroulent en ce lieu.
Le sanctuaire Notre-Dame de Peyragude fait l'objet d'une inscription au titre des Monuments historiques par arrêté du 2 septembre 2024.

## Décoration intérieure

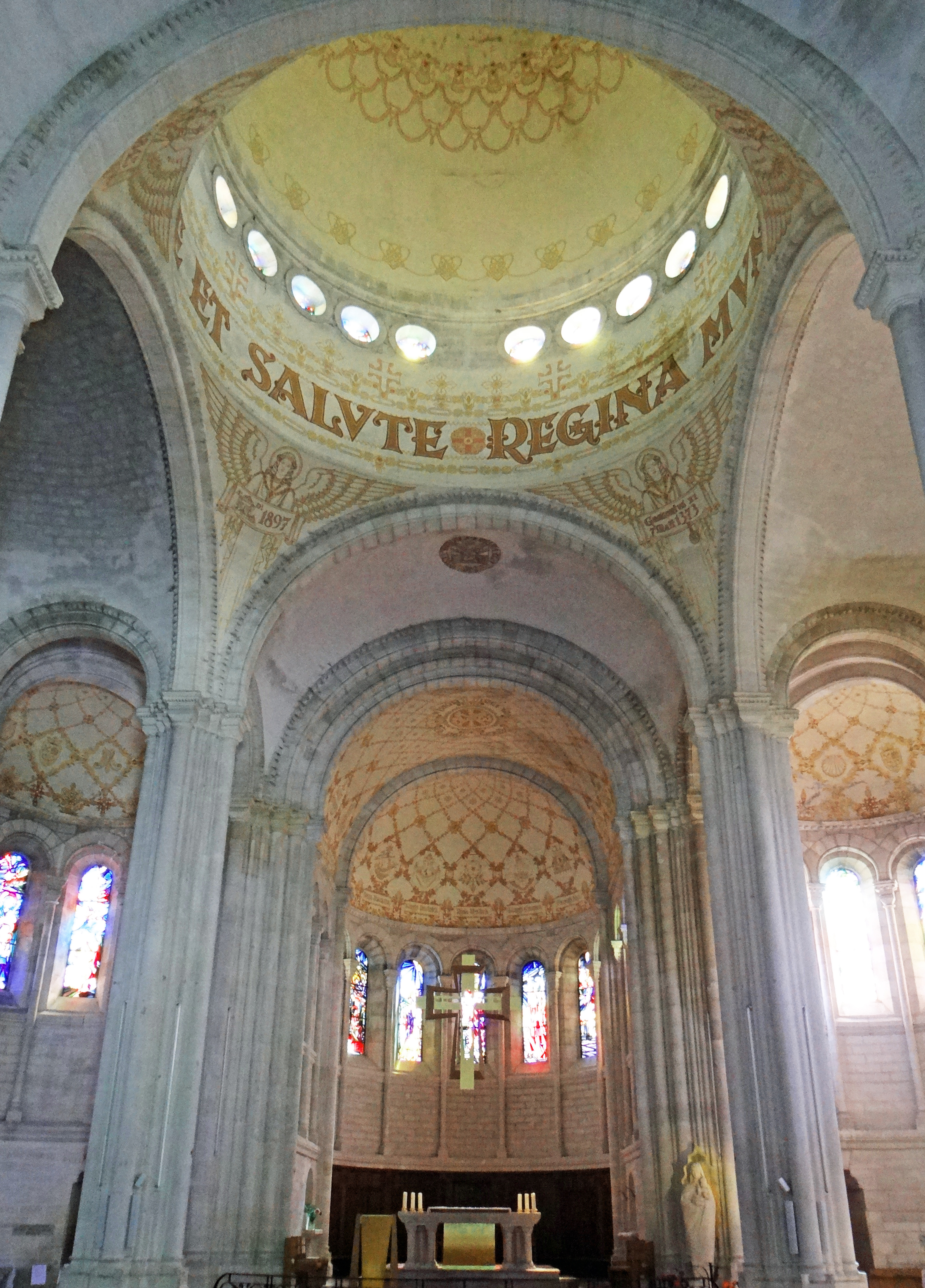
Le chœur, les chapelles et la coupole de la croisée.

Les 47 vitraux qui ornent le sanctuaire furent réalisés entre 1946 et 1956 par Jacques Leuzy, maître verrier.
Un chemin de croix a été sculpté, gravé et peint sur les murs par Henry Lefai en 1949. Il se caractérise par une stylisation de la représentation de chacune des quatorze stations.